# Бернвіллер
Бернвілле́р (фр. Bernwiller) — муніципалітет у Франції, у регіоні Гранд-Ест, департамент Верхній Рейн. Населення — 1210 осіб (01.01.2021).
Муніципалітет розташований на відстані близько 390 км на схід від Парижа, 110 км на південний захід від Страсбура, 45 км на південь від Кольмара.

## Історія
До 2015 року муніципалітет перебував у складі регіону Ельзас. Від 1 січня 2016 року належить до нового об'єднаного регіону Гранд-Ест.
1 січня 2016 року до Бернвіллер приєднали колишній муніципалітет Аммерзвіллер.

## Демографія
Динаміка населення (INSEE enquête de recensement annuelle ):
Розподіл населення за віком та статтю (2006):
| Стать | Всього | До 15 років | 15-24 | 25-44 | 45-64 | 65-85 | Понад 85 |
| --- | ------ | ----------- | ----- | ----- | ----- | ----- | -------- |
| Чоловіки | 268    | 36          | 36    | 76    | 88    | 28    | 4        |
| Жінки | 336    | 72          | 48    | 100   | 80    | 32    | 4        |
| \| Статево-вікова піраміда \| Статево-вікова піраміда \| Статево-вікова піраміда \| \| ----------------------- \| ----------------------- \| ----------------------- \| \| Чоловіки \| Вік \| Жінки \| \| 4 \| 85 + \| 4 \| \| 4 \| 80-84 \| 4 \| \| 8 \| 75-79 \| 8 \| \| 4 \| 70-74 \| 8 \| \| 12 \| 65-69 \| 12 \| \| 16 \| 60-64 \| 12 \| \| 28 \| 55-59 \| 24 \| \| 24 \| 50-54 \| 24 \| \| 20 \| 45-49 \| 20 \| \| 20 \| 40-44 \| 44 \| \| 24 \| 35-39 \| 16 \| \| 16 \| 30-34 \| 28 \| \| 16 \| 25-29 \| 12 \| \| 16 \| 20-24 \| 12 \| \| 20 \| 15-20 \| 36 \| \| 12 \| 10-14 \| 36 \| \| 8 \| 5-9 \| 24 \| \| 16 \| 0-4 \| 12 \| |        |             |       |       |       |       |          |
| Статево-вікова піраміда |        |             |       |       |       |       |          |
| Чоловіки | Вік    | Жінки       |       |       |       |       |          |
| 4 | 85 +   | 4           |       |       |       |       |          |
| 4 | 80-84  | 4           |       |       |       |       |          |
| 8 | 75-79  | 8           |       |       |       |       |          |
| 4 | 70-74  | 8           |       |       |       |       |          |
| 12 | 65-69  | 12          |       |       |       |       |          |
| 16 | 60-64  | 12          |       |       |       |       |          |
| 28 | 55-59  | 24          |       |       |       |       |          |
| 24 | 50-54  | 24          |       |       |       |       |          |
| 20 | 45-49  | 20          |       |       |       |       |          |
| 20 | 40-44  | 44          |       |       |       |       |          |
| 24 | 35-39  | 16          |       |       |       |       |          |
| 16 | 30-34  | 28          |       |       |       |       |          |
| 16 | 25-29  | 12          |       |       |       |       |          |
| 16 | 20-24  | 12          |       |       |       |       |          |
| 20 | 15-20  | 36          |       |       |       |       |          |
| 12 | 10-14  | 36          |       |       |       |       |          |
| 8 | 5-9    | 24          |       |       |       |       |          |
| 16 | 0-4    | 12          |       |       |       |       |          |

## Економіка
2010 року серед 436 осіб працездатного віку (15—64 років) 327 були активними, 109 — неактивними (показник активності 75,0%, у 1999 році було 73,0%). З 327 активних мешканців працювало 306 осіб (163 чоловіки та 143 жінки), безробітними було 21 (13 чоловіків та 8 жінок). Серед 109 неактивних 46 осіб було учнями чи студентами, 29 — пенсіонерами, 34 були неактивними з інших причин.

У 2010 році в муніципалітеті числилось 224 оподатковані домогосподарства, у яких проживали 661,0 особи, медіана доходів виносила 22 568 євро на одного особоспоживача